# الحزب الوطني السورينامي
الحزب الوطني السورينامي هو حزب سياسي سورينامي، يقوده الرئيس رونالد فينيتيان. في الاٍنتخابات التشريعية (25 ماي 2005)، أصبح الحزب جزءا من الجبهة الجديدة الديمقراطية والتنمية التي فازت ب 41.2 % من أصوات الناخبين و23 من 51 مقعد في المجلس الوطني.